# Боратинські
Боратинські — боярські та шляхетські роди.

## гербуКорчак
Руський боярський, потім шляхетський рід Королівства Польського. З часом спольщився, представники роду змінили обряд зі східного на католицький. В XV ст. рід мав багатьох представників, які почали брати прізвища від назв маєтків; зокрема, так появились роди Тамановських, Боляновських, Домбковських.

### Представники
- Матвій Кальдофович, отримав від короля Русі Боратин та Дубковичі (Домбковичі)
  - Дмитро, в 1361 році посідав Боратина (тепер Ґміна Хлопе, Ярославський повіт, Підкарпатське воєводство), Домбковиць, Перемиська земля, надання батька затвердив Казимир ІІІ

- Вовчко — перемиський підсудок у 1436 році, син або внук Дмитра, мав 3 сини (їх мати — Машка), 2 доньки
  - Дмитро, дружина Маргарита
  - Гліб, у 1460 році встановили опіку на його дітьми
    - Івашко

  - Андрій — протопласта Домбковських гербу Корчак, дружина — Катерина
  - Анна — дружина галицького земського судді Гната з Кутища

- Івашко «Дитятко» з Тамановичів і Ганьківців (†1494), дружина — Маша (Малґожата; за Бартошем Папроцьким, його небога) з Боратина, після смерті братів — дідичка Боратина
  - Стецько (Іоан, Ян) — перший в роді католик
    - Петро — белзький каштелян
    - Катерина — дружина сина Олександра Оріховського гербу Окша (ім'я невід.)[1]

  - Андрій — брат Стецька, став католиком
  - Катерина — в 1504 році дружина Івана (Яна) Рудницького.

В 1508 році представник роду був єдиним власником Боратина.
- Василь — тесть Мацея Краснопольського гербу Топор[3]
- Анна з Боратина — сестра Маші, з 1479 року — дружина Миколая Краснопольського

## гербу Сокира
Нащадки Матеуша Краснопольського гербу Сокира, який після його одруження з Анною Боратинською гербу Корчак отримав частину Боратина.
- Миколай, дружина — Дорота з Ґрущина
  - Ян
  - Кіліян
  - Зофія

- Ян Миколай — староста ліпніцький (Добжинська земля)
  - Станіслав Кіліян — чоловік Анни Лагодовської

### Представники
- Зиґмунт
- Феліціяна — дружина Войцеха Бжезінського у 1660 році.

### Невстановлений герб
- Станіслав Кіліян (†1632), другий чоловік Анни — доньки волинського каштеляна з Івана Лагодовського, вдови Миколи Малинського (†1627)[4]

### Боратинські з Боратинця на Підляшші
- Якуб, Павло